# Les Arnaud
Pour les articles homonymes, voir Arnaud.
Pour plus de détails, voir Fiche technique et Distribution.
Les Arnaud est un film franco-italien réalisé par Léo Joannon en 1967.

## Synopsis
Henri Arnaud, célibataire généreux, est juge au tribunal d'enfants d'Aix-en-Provence. André Arnaud, étudiant en droit, sans grandes ressources, sympathise avec le magistrat, mais est réduit à emprunter de l'argent à M. Jassoron, un antiquaire des plus équivoques, tout prêt à le faire chanter. Le jeune homme le tue. Amoureux de la belle Tina, peu disposé à se dénoncer, André berne les policiers. Mais le juge n'est pas dupe et le traque sans relâche. D'abord révolté, André comprend tout à coup qu'Henri Arnaud souhaite l'adopter pour l'aider à supporter la prison. Cela se fera. André, lui-même, acceptera de payer sa dette, fort d'être soutenu dans l'épreuve par son bienfaiteur.

## Fiche technique
- Réalisation : Léo Joannon
- Scénario : Léo Joannon
- Adaptation : Jacques Robert, Léo Joannon
- Dialogue : Jacques Robert
- Assistant réalisateur : Roger Dallier
- Images : Willy Gricha
- Opérateur : Adolphe Charlet, assisté de Valery Ivanow, Jacques Lefrançois
- Musique : Franck Pourcel, Salvatore Adamo (Éditions Pathé-Marconi)
- Son : Julien Coutellier, assisté de Jacques Bissière
- Montage : Jean Feyte, assisté de Jacqueline Simoni
- Photographe de plateau : Henri Thibault
- Script-girl : Cécilia Malbois
- Relation publique : Christine Brière
- Maquillage : Louis Dor
- Accessoiriste, effets spéciaux : Black Jack
- Tirage : Laboratoire Franay - L.T.C Saint-Cloud
- Système sonore Magnaphone
- Production : Les Productions Belles-Rives, Michel Ardan, Société Nouvelle de Cinéma, Flora Films - Franco-Italienne
- Société de Distribution : LCJ Éditions et Productions
- Distribution : Société Nouvelle de Cinéma
- Producteur : Gérard Beytout
- Directeur de production : Guy Lacourt
- Secrétaire de production : Danièle Duran
- Régisseur général : Jean-Philippe Mérand, Lionel de Souza
- Tournage débutant le 3 avril 1967
- Pays :  France /  Italie
- Format : Pellicule 35 mm, couleur par Eastmancolor
- Genre : Comédie dramatique
- Durée : 90 minutes
- Date de sortie :  13 octobre 1967 en France
- Visa d'exploitation : 33081

## Distribution
- Bourvil : juge pour enfants Henri Arnaud
- Salvatore Adamo : André Arnaud
- Christine Delaroche : Tina
- Marcelle Ranson-Hervé : Belle Arnaud
- Michel de Ré : l'antiquaire Jassoron
- Gisèle Grandpré : Nelly
- Suzanne Courtal : Mme Bouvier, la logeuse
- Gérard Croce : Raphaël, cousin de Tina
- Alain Doutey : cousin de Tina
- Xavier Fonty : l'étudiant à l'écharpe
- Jean Le Lamer : le professeur de droit
- Martial Rèbe : le vieil avocat
- Paul Trajan :

Non crédités
- Rémy Longa : Michel Dieudonné
- Bertrand Gajac : Bruno, le neveu Jassoron

## Commentaires
Le film est en fait une sorte d'adaptation libre de Crime et Châtiment de Fiodor Dostoïevski.
Le personnage d'Adamo est le pendant de Raskolnikov et Bourvil campe une version moderne et française du juge Porphyre Petrovitch.
Bourvil campe ici un rôle dramatique, mais semble garder une pointe d'humour. Pour détendre l'atmosphère du tribunal pour enfants, Henri Arnaud (Bourvil) mange et offre des caramels Galéjade de La Pie Qui Chante. Il en offre à ses assesseurs, à André Arnaud, seul Jassoron refuse des caramels pour son neveu Bruno, la victime. Lorsqu'André Arnaud s'étonne de l'hostilité d'Henri Arnaud envers l'antiquaire Jassoron, le juge Arnaud dit en plaisantant : « c'est parce qu'il n'aime pas les caramels ». Il mimera également un lapin pour amuser le jeune berger accusé, Ange Martin. La critique détestera le rôle de pédéraste de Michel De Ré.